# دييغو ماتياس رودريغيز
دييغو ماتياس رودريغيز (بالإسبانية: Diego Matías Rodríguez) (25 يونيو 1989 مار دل بلاتا الأرجنتين - ) هو لاعب كرة قدم أرجنتيني.

## روابط خارجية
- دييغو ماتياس رودريغيز على موقع رابطة كرة القدم اليابانية للمحترفين (اليابانية)
- دييغو ماتياس رودريغيز على موقع إي إس بي إن إف سي (الإنجليزية)
- دييغو ماتياس رودريغيز على موقع قاعدة بيانات كرة القدم.إي يو (الإنجليزية)
- دييغو ماتياس رودريغيز على موقع Soccerway.com (الإنجليزية)
- دييغو ماتياس رودريغيز على موقع عالم كرة القدم.نت (الإنجليزية)